# Pepe (football, 1908)
Pour les articles homonymes, voir Pepe.
José Manuel Soares, plus communément appelé Pepe, est un footballeur portugais né le 30 janvier 1908 à Lisbonne et mort le 24 octobre 1931 à Lisbonne.

## Biographie
En équipe du Portugal, il reçoit 17 capes entre 1926 et 1928. Il fait partie de la première équipe nationale portugaise qui participe à une phase finale d'un tournoi international : les Jeux olympiques 1928 à Amsterdam. L'équipe perd en quarts de finale contre l'Égypte.
Légende du CF Belenenses, il meurt tragiquement d'une intoxication alimentaire à l'âge de 23 ans. L'ancien stade du club, le Campo das Salésias est alors renommé en son honneur l'Estádio José Manuel Soares. Devant l'Estádio do Restelo, il y a une statue en son honneur. Lorsque le FC Porto se déplace au Restelo, les supporters ont pour habitude de l'honorer.

## Carrière
- 1925-1931 :  CF Belenenses

## Palmarès
Avec le CF Belenenses :
- Vainqueur du Campeonato de Portugal (équivalent de la coupe du Portugal aujourd'hui) en 1927 et 1929